# Liga 1 de Indonesia 2018
La Liga 1 de Indonesia 2018 (conocido como Go-Jek Liga 1 por motivos de patrocinio) fue la segunda temporada de la Liga 1 y la novena temporada de la liga profesional indonesia de primera categoría para clubes de fútbol de asociación desde el establecimiento de la Super League de Indonesia en 2008. La temporada comenzó el 23 de marzo de 2018 y terminó el 9 de diciembre de 2018.
Bhayangkara era el campeón defensor. Persebaya, PSMS, y PSIS jugaron como equipos promocionados de la Liga 2 2017.
La ventana de transferencia de pretemporada se abrió entre el 10 de febrero y el 5 de abril de 2018, mientras que la ventana de transferencia de mitad de temporada se abrió entre el 5 de julio y el 3 de agosto de 2018.
Persija ganó su primer título de la Liga 1, y el segundo título de primera categoría de Indonesia en la última jornada.

## Equipos
| Equipo        | Ubicación   | Estadio                   | Capacidad | Temporada 2017   |
| ------------- | ----------- | ------------------------- | --------- | ---------------- |
| Arema         | Malang      | Kanjuruhan                | 42,449    | 9.º en Liga 1    |
| Bali Unió     | Gianyar     | Kapten I Wayan Dipta      | 22,931    | 2.º en Liga 1    |
| Barito Putera | Banjarmasin | Mayo 17.º                 | 15,000    | 7.º en Liga 1    |
| Bhayangkara   | Yakarta     | PTIK                      | 3,000     | Liga 1 Campeones |
| Bhayangkara   | Sidoarjo    | Gelora Delta              | 35,000    | Liga 1 Campeones |
| Borneo        | Samarinda   | Segiri                    | 16,000    | 8.º en Liga 1    |
| Madura Unió   | Pamekasan   | Gelora Ratu Pamelingan    | 15,000    | 6.º en Liga 1    |
| Madura Unió   | Bangkalan   | Gelora Bangkalan          | 15,000    | 6.º en Liga 1    |
| Mitra Kukar   | Tenggarong  | Aji Imbut                 | 35,000    | 10.º en Liga 1   |
| Persebaya     | Surabaya    | Gelora Bung Tomo          | 55,000    | Liga 2 Campeones |
| Persela       | Lamongan    | Surajaya                  | 14,000    | 14.º en Liga 1   |
| Perseru       | Serui       | Marora                    | 5,000     | 15.º en Liga 1   |
| Perseru       | Malang      | Gajayana                  | 35,000    | 15.º en Liga 1   |
| Persib        | Bandung     | Gelora Bandung Lautan Api | 38,000    | 13.º en Liga 1   |
| Persija       | Yakarta     | Gelora Bung Karno         | 77,193    | 4.º en Liga 1    |
| Persija       | Bantul      | Sultan Agung              | 35,000    | 4.º en Liga 1    |
| Persija       | Bekasi      | Patriota Candrabhaga      | 30,000    | 4.º en Liga 1    |
| Persipura     | Jayapura    | Mandala                   | 30,000    | 5.º en Liga 1    |
| PS TIRA       | Bantul      | Sultan Agung              | 35,000    | 12.º en Liga 1   |
| PSIS          | Magelang    | Moch. Soebroto            | 20,000    | 3.º en Liga 2    |
| PSIS          | Bantul      | Sultan Agung              | 35,000    | 3.º en Liga 2    |
| PSM           | Makassar    | Andi Mattalata            | 15,000    | 3.º en Liga 1    |
| PSMS          | Medan       | Teladan                   | 20,000    | 2.º Liga 2       |
| Sriwijaya     | Palembang   | Gelora Sriwijaya          | 23,000    | 11.º en Liga 1   |

## Tabla de posiciones
| Pos | Team            | Pld | W  | D  | L  | GF | GA | GD  | Pts | Qualification or relegation                                    |
| --- | --------------- | --- | -- | -- | -- | -- | -- | --- | --- | -------------------------------------------------------------- |
| 1   | Persija (C)     | 34  | 18 | 8  | 8  | 53 | 36 | +17 | 62  | Qualification for the AFC Champions League preliminary round 1 |
| 2   | PSM             | 34  | 17 | 10 | 7  | 57 | 42 | +15 | 61  | Qualification for the AFC Cup group stage                      |
| 3   | Bhayangkara     | 34  | 15 | 8  | 11 | 41 | 39 | +2  | 53  |                                                                |
| 4   | Persib          | 34  | 14 | 10 | 10 | 49 | 41 | +8  | 52  |                                                                |
| 5   | Persebaya       | 34  | 14 | 8  | 12 | 60 | 48 | +12 | 50  |                                                                |
| 6   | Arema           | 34  | 14 | 8  | 12 | 53 | 42 | +11 | 50  |                                                                |
| 7   | Borneo          | 34  | 14 | 6  | 14 | 50 | 49 | +1  | 48  |                                                                |
| 8   | Madura United   | 34  | 13 | 9  | 12 | 47 | 50 | −3  | 48  |                                                                |
| 9   | Barito Putera   | 34  | 12 | 11 | 11 | 52 | 55 | −3  | 47  |                                                                |
| 10  | PSIS            | 34  | 13 | 7  | 14 | 39 | 42 | −3  | 46  |                                                                |
| 11  | Bali United     | 34  | 12 | 9  | 13 | 44 | 48 | −4  | 45  |                                                                |
| 12  | Persipura       | 34  | 12 | 8  | 14 | 49 | 46 | +3  | 44  |                                                                |
| 13  | Persela         | 34  | 11 | 10 | 13 | 53 | 52 | +1  | 43  |                                                                |
| 14  | Perseru         | 34  | 11 | 9  | 14 | 34 | 41 | −7  | 42  |                                                                |
| 15  | PS TIRA         | 34  | 12 | 6  | 16 | 48 | 57 | −9  | 42  |                                                                |
| 16  | Mitra Kukar (R) | 34  | 12 | 3  | 19 | 45 | 58 | −13 | 39  | Relegation to the Liga 2                                       |
| 17  | Sriwijaya (R)   | 34  | 11 | 6  | 17 | 48 | 56 | −8  | 39  | Relegation to the Liga 2                                       |
| 18  | PSMS (R)        | 34  | 11 | 4  | 19 | 50 | 70 | −20 | 37  | Relegation to the Liga 2                                       |

1. ↑  Bhayangkara would have qualified for the AFC Cup group stage had Persija qualified for the AFC Champions League group stage.
2. 1 2  Head-to-head results: Persebaya 1–0 Arema; Arema 1–0 Persebaya
3. 1 2  Head-to-head results: Madura United 1–2 Borneo, Borneo 2–2 Madura United
4. 1 2  Head-to-head results: Perseru 0–0 PS TIRA; PS TIRA 0–1 Perseru
5. 1 2  Head-to-head results: Mitra Kukar 3–0 Sriwijaya; Sriwijaya 3–1 Mitra Kukar